# Senra incana
Senra incana är en malvaväxtart som beskrevs av Antonio José Cavanilles. Senra incana ingår i släktet Senra och familjen malvaväxter. Inga underarter finns listade i Catalogue of Life.